# Chapelle Notre-Dame de Pritz
La chapelle de Pritz ou chapelle de Priz (prononcé localement "prisse"), située à Laval est une chapelle principalement romane dont la construction s’étend du VIIIe siècle au XIIe siècle . 
Cette chapelle est située à Laval, à 1 500 m sur la route de Changé proche d'un ancien gué sur la Mayenne. Pritz est aussi (d'abord) le nom d'un ruisseau affluent de la Mayenne long de 3 760 m. Une des niches de la façade adjacente est inscrite au titre des monuments historiques en 1926, la chapelle étant classée en 1938.
Propriété privée depuis sa vente le 12 germinal an 2 (1794) pour 1 805 livres, elle s'est transmise ensuite dans la même famille qui l'a préservée .

## Désignation
- Prisco Siccino monasterio, 710[4] ;
- Ecclesia de Priz, 1062[5] ;
- Prior Beatae mariae de Priz, 1142[6] ;
- Prior de Priciaco, 1150[7] ;
- Ecclesiae Sanctae Mariae de Priz parrochiani, 1150[8] ;
- Cymiterium de Priz, 1150[8] ;
- Prior de Pritio, 1162[9] ;
- Priz, 1209[10] ;
- Prioratus de Priz, 1327[11] ;
- Priz près Laval, 1397[12] ;
- Notre-Dame de Priz, 1407[13] ;
- Prioratus de Pixide, 1554[14] ;
- Prioratus de Periculis, 1562[14]
- Notre-Dame Garde fortune et de Périls, 1624[n 2] ;
- La chapelle de Péril, 1672[15] ;
- Notre-Dame de Priz[16] ;
- Notre-Dame du Pont, vulgo de Priz, 1720[14] ;
- Péril, ferme et chapelle[17].

## Histoire

### Origine
Il n'est pas douteux que Priz ne soit le monastère désigné sous le nom de Priscum Siccinum, situé dans le voisinage de Châlons, de Saint-Jean-sur-Mayenne, et qui fut attribué à un évêque nommé Béraire, dont on ne connait pas le siège, avec d'autres biens ecclésiastiques.
L'abbé Foucher avait bien distingué les deux monastères désignés par Prisco Siccino, attribuant le premier à Priz ; mais il fixait le second à Doucé, alors qu'il doit l'être à Sezain.
On a généralement compris le passage du testament de Béraire où il est question de ce monastère en ce sens qu'il en disposait en faveur de son couvent de Châlons. M. Havet propose avec plus de vraisemblance d'excepter au contraire de ses legs les établissements qu'il tenait de l'Église du Mans. Ces dispositions de Béraire sont datées du 21 février 710. Il reste dans la chapelle de Priz des parties qui peuvent dater de cette époque.

### Mentions
Entre les VIIIe et XIe siècles, il n'est plus fait mention de Priz. L'auteur des Actus pontificum Cenomannis, qui écrivait vers 830, ne cite jamais cette église, alors qu'il semble prendre à tâche d'attribuer à l'un ou à l'autre des premiers évêques du Mans la fondation des églises paroissiales dont il avait connaissance. La ville de Laval, fondée vers 1020, fut dès l'origine, attachée à l'église de Priz, preuve que celle-ci était constituée en titre paroissial.

### Église paroissiale de Laval

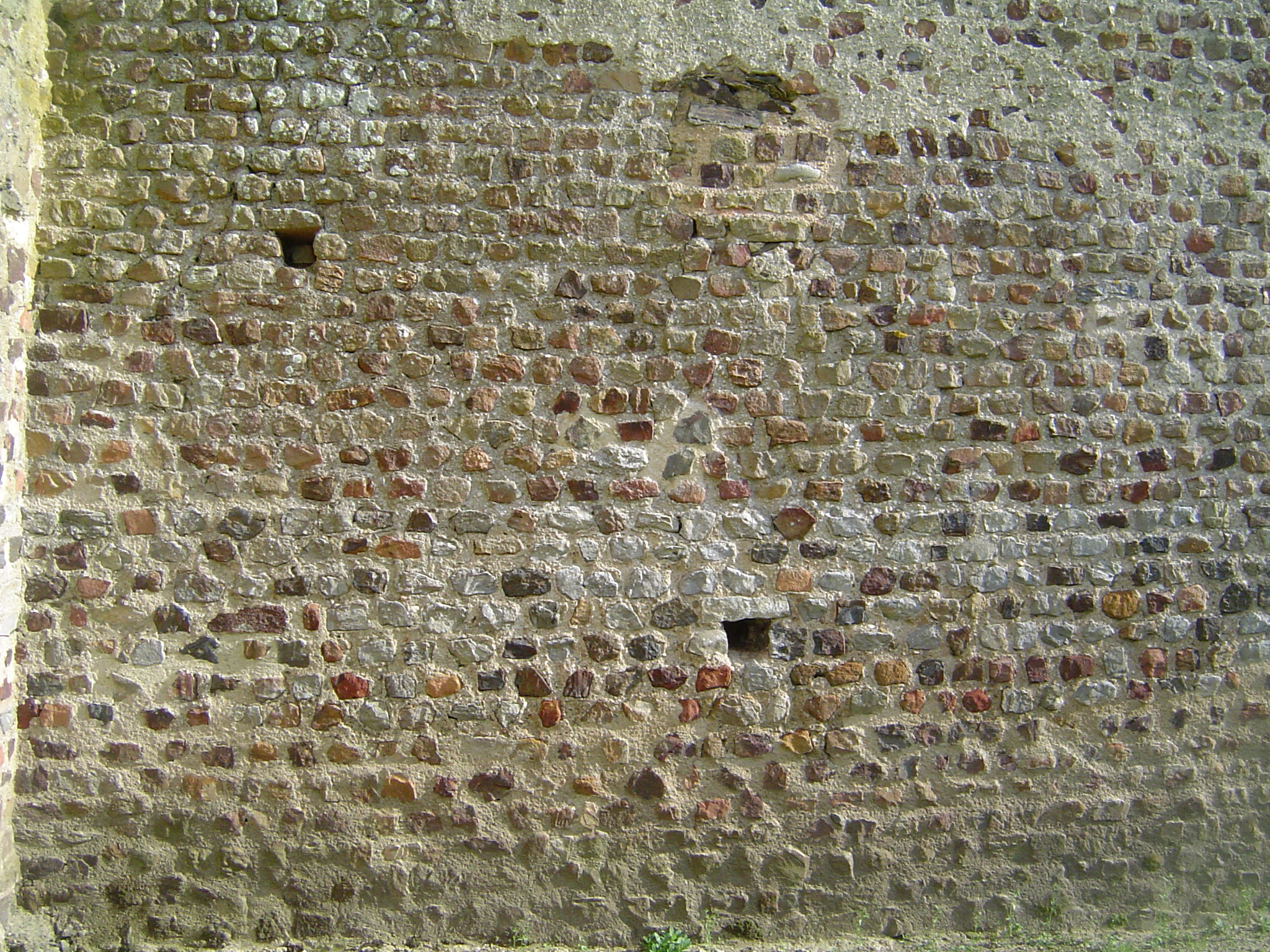
Mur gouttereau nord de la nef (VIIIe siècle,)

Des parties de l'édifice datent aussi de l'époque intermédiaire entre les VIIIe et XIe siècles. Le service religieux n'y avait donc pas discontinué. Les bénédictins de la Couture y sont appelés, constituent un prieuré et donnent à un chapelain le soin et l'administration paroissiale, comme ils le font pour la ville nouvelle et pour Grenoux. En 1150, le cimetière de Priz est encore le seul où peuvent se faire enterrer, pour un honoraire de 13 deniers, les habitants de Laval, indubitablement reconnus comme paroissiens de Notre-Dame de Priz. Jusque vers la fin du XIIe siècle, l'église primitive de Priz est demeurée église paroissiale. Cette église est agrandie à cette occasion. Elle était fort petite et se composait du chœur qui existe encore, accompagné de deux latéraux étroits; elle se terminait au chevet par trois absides, répondant au chœur et aux deux latéraux; la nef était en rapport avec les dimensions restreintes du reste de l'édifice. Le chœur, les latéraux, les absides sont respectées, la nef seule est en grande partie démolie et remplacée par les trois travées de la nef actuelle (1080 à 1085), doublant sa longueur 
Le développement et l'éloignement du centre de la ville de Laval (2 200 m) rendant cette situation impossible, ce titre est transporté dans les années 1156, 1188 à l'église de la Trinité, annexe édifiée par les bénédictins de la couture au centre du nouveau bourg près du château vers 1070. Seul subsiste le prieuré, mais l'église reste toujours fréquentée et financée en devenant un lieu de pèlerinage.

### Prieuré
On la décora de peintures dont il reste douze tableaux, sous l'arcade du transept, un zodiaque curieux ; des personnages considérables y eurent leur sépulture, comme André Merienne, bienfaiteur du lieu, dont la statue et l'inscription funéraire sont conservées.
Au mois d'octobre 1478, la dame de Poligné, avec une nombreuse suite à cheval, s'y rendit, passant la rivière au port de Botz (prononcé "bosse"), et trouva à l'église les religieux cordeliers, venus pour chanter à son intention un office solennel. Beaucoup de paroissiens eurent de tous temps la dévotion de faire bénir leur mariage à Notre-Dame de Priz. Même après la chute en commende du prieuré, le sanctuaire resta toujours l'objet de la vénération des Lavallois.
Au mois de mai 1791, les marguilliers de la Trinité de Laval et les officiers municipaux s'opposèrent à la vente de la chapelle qui ne fut adjugée que le 12 germinal an II à Julien Dupré pour 1 805 livres. On y remarque deux autels, à baldaquins du XVe siècle, une clôture à jour du XVIe siècle, séparant le chœur de la nef, supportant le Crucifix, la Vierge et Saint-Jean (statues en bois du XVe siècle), comme les jubés d'un usage plus ancien.
Jules-Marie Richard et Jacques Salbert attribue à Michel I Lemesle, le retable du maître-autel, avec de grandes probabilités, car les statues de Saint-Pierre et de Saint-Paul sont signées de lui.

## La Charité de Priz
Une confrérie dite l'Aumônerie ou la Charité de Priz existait dès le commencement du XIVe siècle au plus tard et ne s'est éteinte au milieu du XVIe siècle que pour porter ses revenus à l'hôpital Saint-Julien. L'institution charitable désignée sous ce nom a été pendant plusieurs siècles une des plus originales du pays de Laval. Elle consistait essentiellement dans une distribution de pains et de deniers qui se faisait tous les ans dans le cimetière de Priz, le jour de l'Ascension, dans des conditions vraiment singulières.
Il y a des renseignements sur cette Charité dès le commencement du XVe siècle. Les comptes de l'œuvre sont mentionnés pour cette époque. Mais elle existait de longue date. Le Cornu  fait un legs à la Charité de Priz en 1364. Déjà elle était organisée de toutes pièces, fonctionnait en vertu de traditions qui semblent anciennes et était dotée en tant de lieux et de rentes si multipliées, sinon si importantes, qu'on ne peut faire moins que de lui attribuer une antiquité de plusieurs siècles.
Un receveur prêtre était chargé de veiller « à la récepte des bleds » et à « la recepte d'argent » à la Toussaint et à Pâques, puis de pourvoir à la distribution du jour de l'Ascension. Il rendait ses comptes par receptes et minses devant l'élu de Laval, un commissaire nommé par Monseigneur l'official du Mans et le procureur de la communauté. 
Pour les articles qui ne pouvaient se justifier par des preuves d'une autre nature, le receveur prêtait serment sur le « Corpus Domini ». Il lui était alloué 45 sols pour « assérer les bleds de rente de la Charité. » Les revenus en argent s'élevaient, en 1510, à la somme de 30 livres 15 sols 5 deniers et une obole, répartis sur une centaine de petites rentes. Les revenus en grains donnaient annuellement 30 septiers, une mine et un boisseau, soit 245 boisseaux, le septier valant huit boisseaux et la mine un demi septier.
Il faut dire toutefois qu'il y avait sur ces rentes en argent ou en nature une somme relativement considérable à défalquer pour les créances irrécouvrables. Cette particularité qu'on remarque d'ailleurs pour toutes les anciennes rentes féodales ou ecclésiastiques est une preuve de la haute antiquité de la Charité de Priz.
Le détail des articles de la recette pris sur les comptes du temps n'offrirait aucun intérêt. C'est une nomenclature de maisons et de pièces de terre qui souvent ne sont désignées que par le nom du propriétaire et qui étaient disséminées dans toute la ville et dans les faubourgs.
Les métairies chargées de redevances en blé ou froment étaient aussi très nombreuses et reparties dans toutes les paroisses qui avoisinent la ville de Laval. Jusqu'ici nous sommes en face d'une œuvre de bienfaisance chrétienne qui ressemble à beaucoup d'autres, mais où la Charité de Prix devient curieuse et révèle des mœurs d'une intéressante originalité, c'est dans le mode de distribution des secours.
À l'approche de l'Ascension, le receveur faisait marché avec les boulangers et comme alors, aussi bien que de nos jours, les conventions de ce genre ne se concluaient pas sans frais et pourboires, sans vin de marché, au sens primitif du mot, on rencontre dans les comptes des articles de dépense comme ceux-ci : « Pour marchander o les boulangers, II sous VI deniers. — Pour le vin aux boulangers, II sous VI deniers. » Pendant que les boulangers faisaient les quatre mille pains qui se distribuaient annuellement, on amenait à Priz une charretée de perches qui coûtait 12 sous 6 deniers ; une somme de paulx pour 20 deniers et douze claies qu'on empruntait à cet effet ; avec tous ces matériaux on construisait des « hayes et clouaisons » alentour du cimetière de Priz et un autre second enclos au-dedans du premier. Dans celui-ci, on renfermait « les seize vings dix douzaines » de pains confectionnés pour la distribution.
Les ouvriers qui faisaient ce travail recevaient 18 sous 6 deniers. Les boulangers avaient eu pour leur peine 4 livres 12 sous 6 deniers, et deux boisseaux de sel pour saler le pain. Le charretier qui transportait à Priz cette provision avait 6 sous. On mettait alors des gardes autour de l'enclos, sans doute pour prévenir le pillage et aussi « pour garder alentour du cimetière que le monde ne sortist durant que l'on faisoit la Charité » ; ces gardes étaient payés 12 sous 6 deniers, et 23 sous 4 deniers revenaient à « ceux qui départissoient la Charité et vacquoient aux affaires. » Les quatre mille pains coûtaient 34 livres 6 sous 6 deniers, à ce prix, l'abbé Angot estime que chaque pain devait être d'environ trois livres, au XVe siècle. On distribuait également en doubles une somme d'environ 7 livres. Le double ou doublet était un double denier. Ce qui suppose qu'il n'y aurait eu qu'environ 800 personnes à participer à cette aumône en espèces.
Il est à croire que cette Charité, qui réunissait non seulement les pauvres de Laval, mais ceux de la région, était l'occasion d'une cérémonie pieuse où l'on devait prier pour les bienfaiteurs, d'une prédication populaire pour instruire les pauvres en même temps qu'on les assistait, ou de tout autre exercice de culte dont le souvenir ne nous est point parvenu. La circonstance d'un jour aussi solennel et la précaution de ne laisser sortir personne pendant la distribution rendent cette supposition vraisemblable.
En 1550, cette institution, qui ne devait plus donner les résultats qu'on pouvait espérer des ressources dont elle disposait, qui probablement aussi, avec le changement des mœurs, était tombée en discrédit, cessa d'exister et ses revenus furent annexés à l'hôpital de Saint-Julien. Toutefois elle eut quelque temps encore son administration propre, ses comptes à part, son receveur. Ainsi, « en la chère année que l'on disait 1556-1557, il fut baillé sur ses ressources aux commissaires des paouvres de la paroisse d'Avenières, pour secourir et entretenir l'aulmosne publique, 54 livres 13 sous 6 deniers, comme appert par dix quittances signées : J. Saiget, S. Berault, J. Bigot. » Dans la même année calamiteuse, il fut départi au même titre pour les pauvres de la Trinité, 23 livres 2 sous, d'après les quittances de Dezmoutils, Jennin et Denis Queruau. 
Les receveurs de la Charité de Priz dont j'ai relevé les noms sont : en 1443, Jehan Regnyer, ensuite Pierre Robert, et enfin de 1509 à 1516, Messire Emery Le Moueste.
Pour traiter complètement cette question, il faudrait rapprocher ce que nous venons de dire sur la Charité de Priz de plusieurs autres institutions semblables qui existèrent pendant des siècles dans plusieurs paroisses, spécialement dans le pays de Mayenne. On en trouve de fréquentes mentions dans les archives de fabriques. La distribution des aumônes presque toujours en nature se faisait ordinairement le Jeudi-Saint, ou un autre jour de la Semaine-Sainte.

## Fief
Près de Priz, était en 1640, 1670, la chapelle du Petit-Calvaire.
Le fief de Priz n'était pas un fief volant mais aussi un domaine. Il comprenait la closerie de Priz et d'autres dépendances et relevait de Puisiers en Ruillé-Froidfont, dont la féodalité s'étendait aussi sur les paroisses de la Trinité de Laval, Grenoux, Saint-Berthevin, Changé, Bonchamp, Parné
Les aveux suivants feront mieux comprendre cette anomalie. Le 8 janvier 1463 (v.s.) Jean des Rues, fils et héritier de Guillaume des Rues, se présente à Froidfond où devait résider Thomas de Lorme, seigneur des fiefs de puisiers, pour lui faire hommage de son lieu et appartenances de Priz. Demoiselle Bertranne Velard répond que son dit sieur est en la guerre, au service du roy nstre sire. À Ruillé-en-Anjou, il reçoit semblable réponse. Après l'acquisition des fiefs de la Quanterie et des Puisiers, par Jeanne Auvré, dame de Marboué, c'est à elle que Jean des Rues vient faire hommage de son petit domaine, qui comprenait : un sixième de l'étrage de Priz, un quartier de vigne, le tout touchant les terres du seigneur d'Aligné, le chemin de Priz à Changé, et le cimetière de Priz. Il y avait justice, foncière et domanière, à charge du dîner dont il a été parlé ailleurs, en ajoutant que le vassal avait droit aux restes du repas. Jean des Rues rendit encore semblable hommage à René de Feschal, par son fief de Plusiers et de la Quanterie, au mois de janvier 1499 (v. s.) et nomma ses codétenteurs : Jean Rousseau, Macé Potier, Jean Bodin, qui tenaient de lui.

## Famille
Après la famille qui en prit le nom dont étaient : Geoffroy, Roger, Rorgon, XIIIe siècle ; Macé, 1319 ; on connaît comme sieurs de ce fief : Jean de la Perrière, sieur de Chambourg, 1394 ; Guillaume Hay, acquéreur, 25 janvier 1395, 1419 ; Pierre Hay ; Anne Hay, veuve de  Lancelot Frézeau, 1465, et dans la suite le seigneur de Parneau. Le comte de Laval avait aussi acquis une part de fief avant 1444.
Une courtillerie de Priz, comprenant hébergement, vignes, prés, bois, terres labourables, tenues de Juhès de Mathefelon, vendue le 30 novembre 1398 par Guillaume de Launay, chevalier, demeurant à Meslay, à Gilette Huberde, veuve de Jean Hatry, fut donnée à Guillemine Hatry au Monastère de Patience de Laval sur qui il y eut vente nationale le 29 mars 1791 pour 15 911 livres.

## Intérieur

### Fresques
L'édifice abrite plusieurs fresques dont les principales campagnes vont du premier quart du XIIe siècle au début du XIIIe siècle ; la plus connue est le calendrier des saisons sur l'intrados de l'arc du chœur datant du début du XIIIe siècle qui recouvre un autre calendrier réalisé un siècle plus tôt. De la première campagne de fresques il reste six vieillards de l'apocalypse, les autres ayant disparu dans l'effondrement de l'abside du chœur probablement au XIVe siècle et un cycle de la Vierge (Annonciation, Nativité et Vierge allaitante). Dans les fresques médiévales on peut également observer dans la nef un martyre de sainte Catherine, plusieurs campagnes de fresque se sont succédé dans la nef de l'époque médiévale à la fin de la Renaissance dont il reste peu de chose ; un encadré du XIIIe siècle montre des orants (probablement la famille Merienne), dans la tradition ce tableau évoque les donateurs d'une campagne picturale. La proximité d'un gué sur la Mayenne a fait bénéficier la nef de deux peintures superposées de saint Christophe XVe siècle et XVIe siècle ainsi qu'une grande statue du même saint .

Fresques médiévales
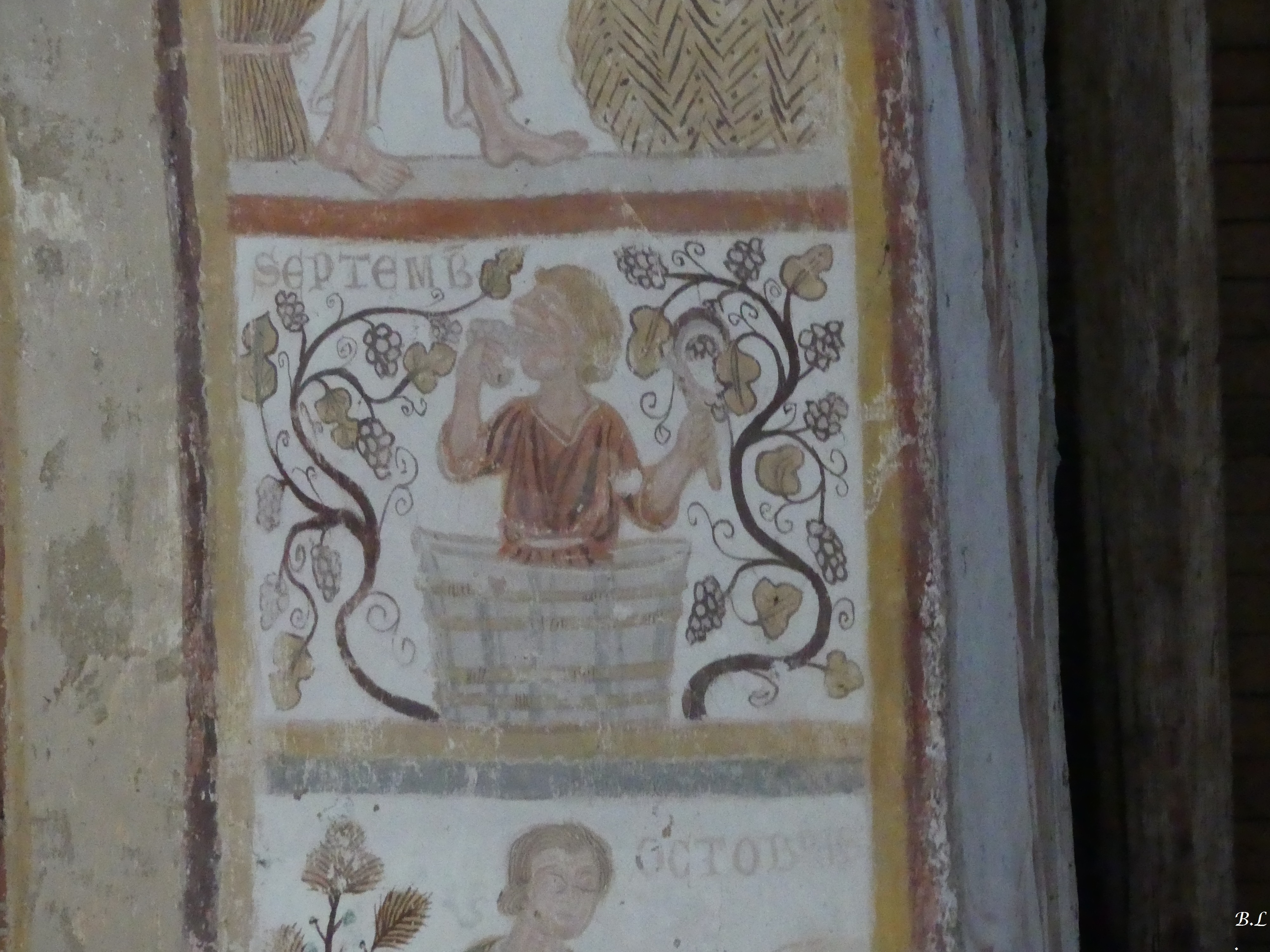
Calendrier des saisons septembre (XIIIe siècle) .
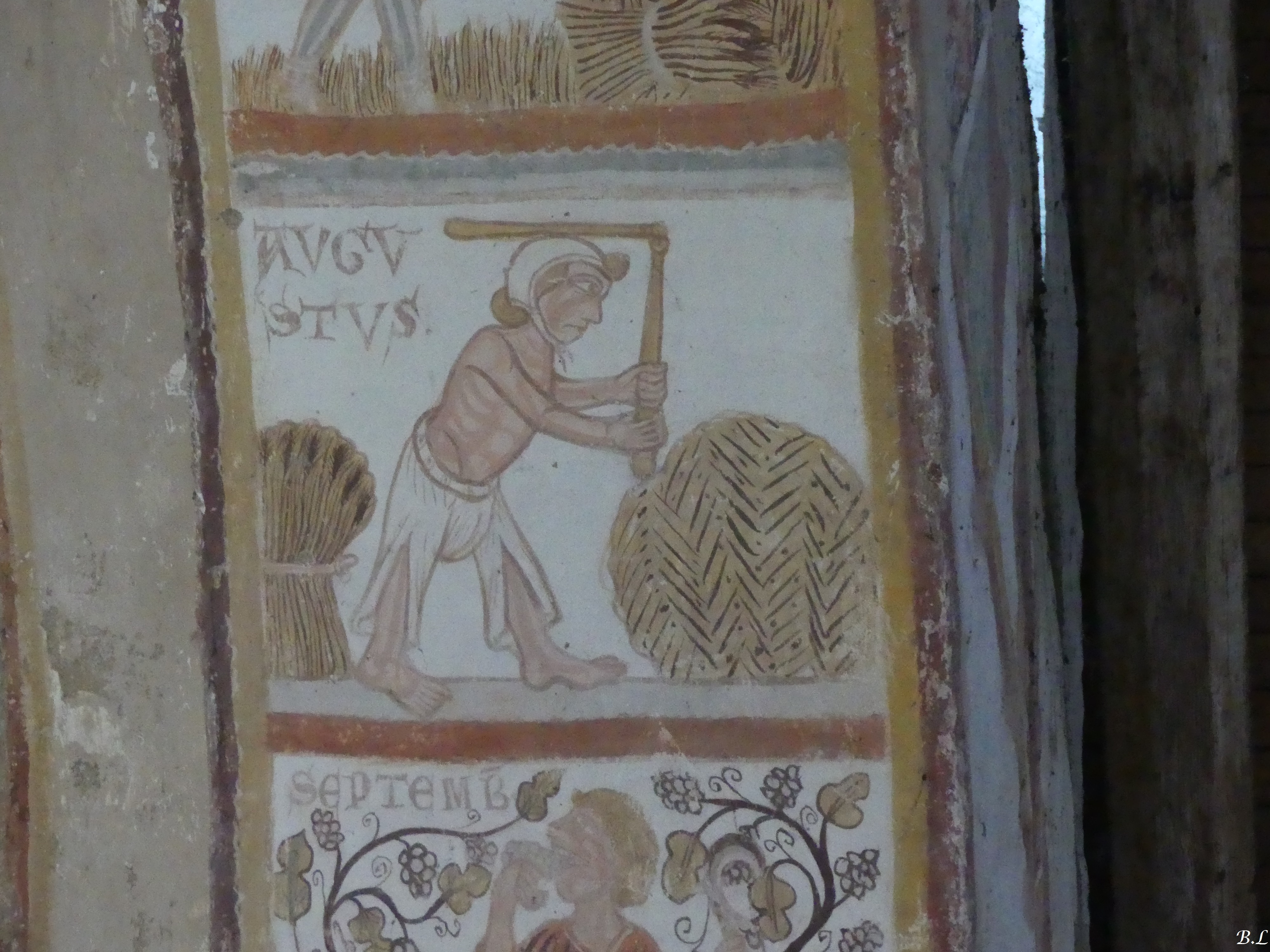
Calendrier des saisons aout (XIIIe siècle)
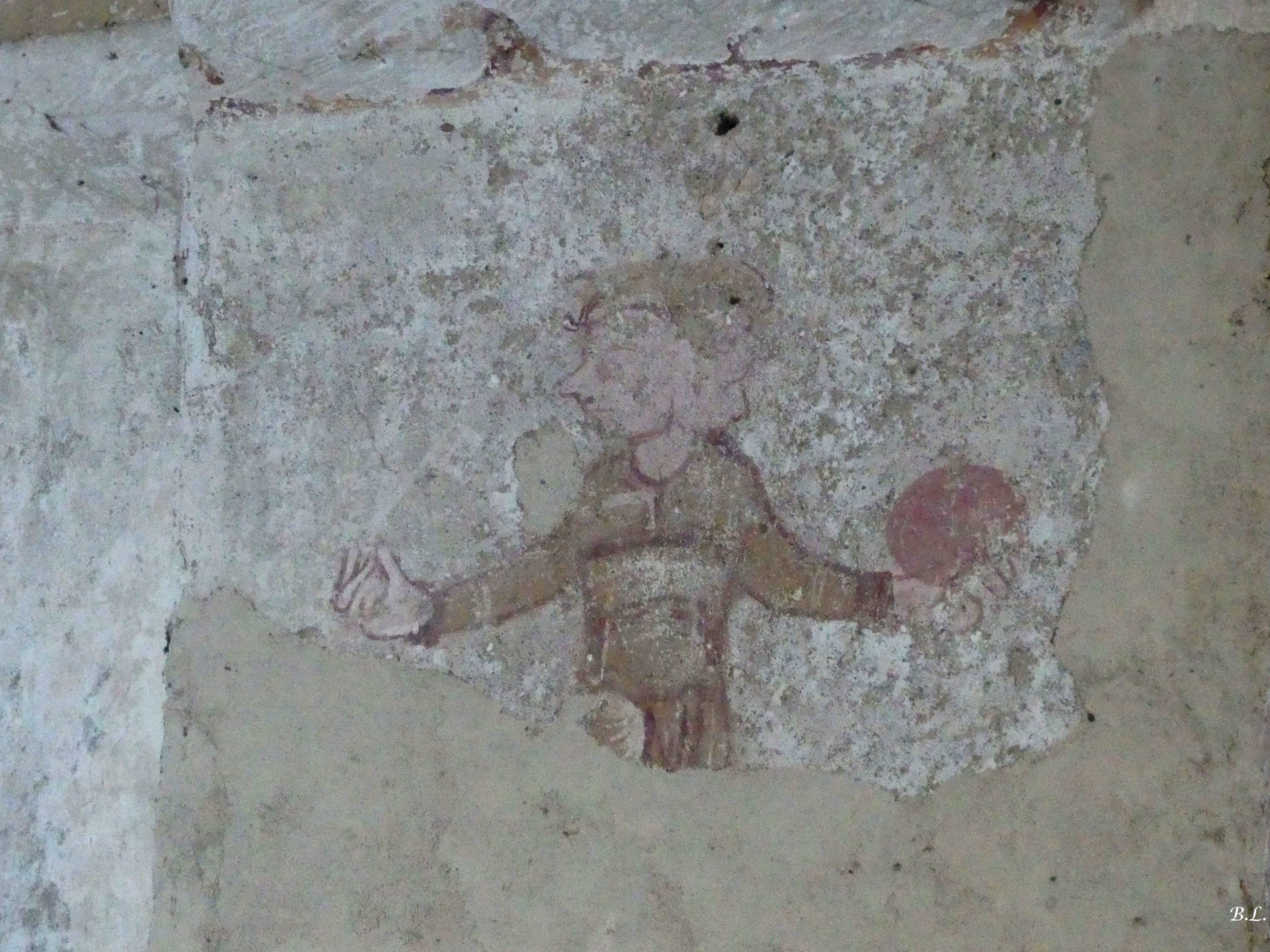
premier calendrier Janus (janvier) (XIIe siècle) .
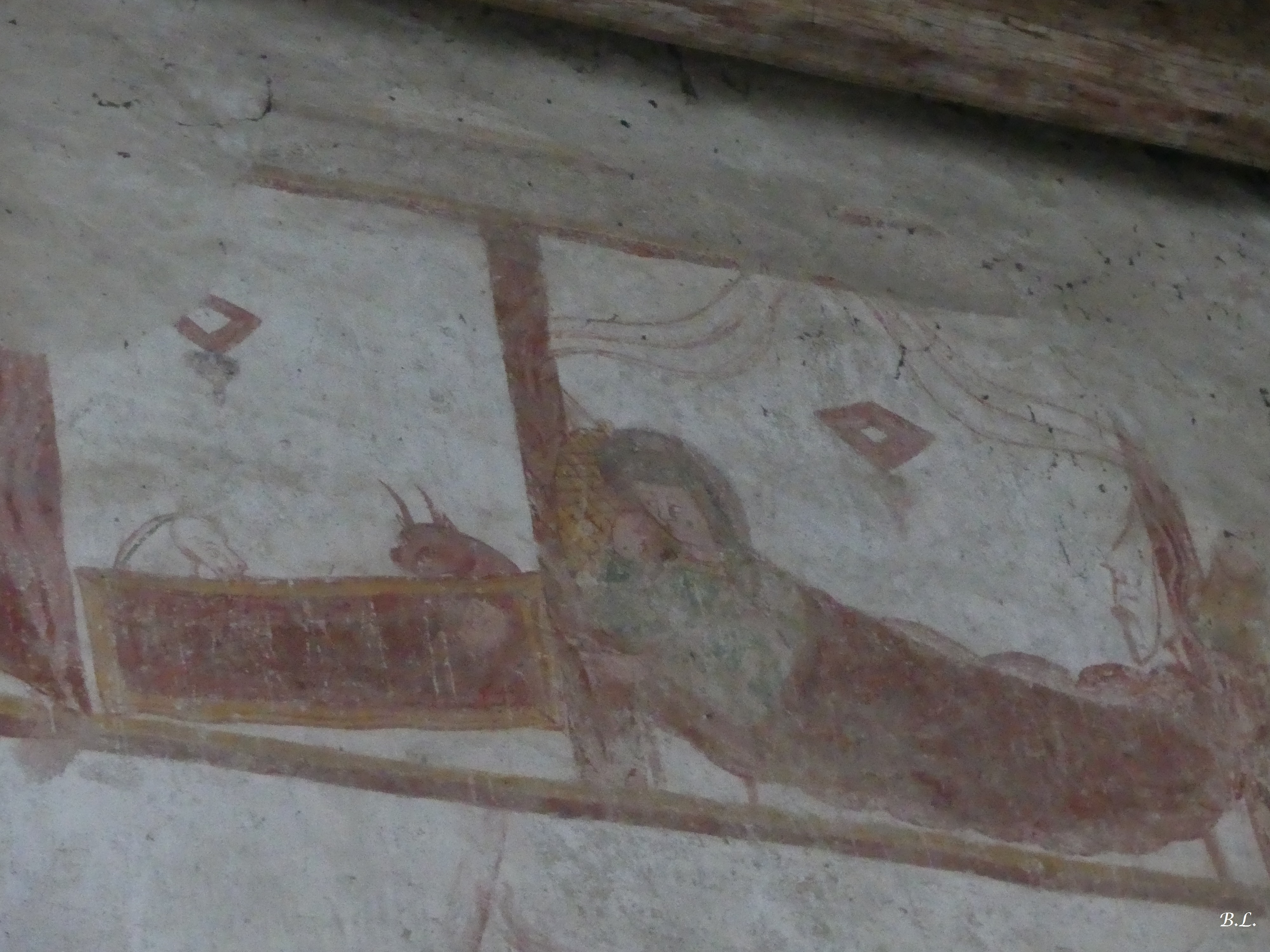
Nativité (XIIe siècle) .
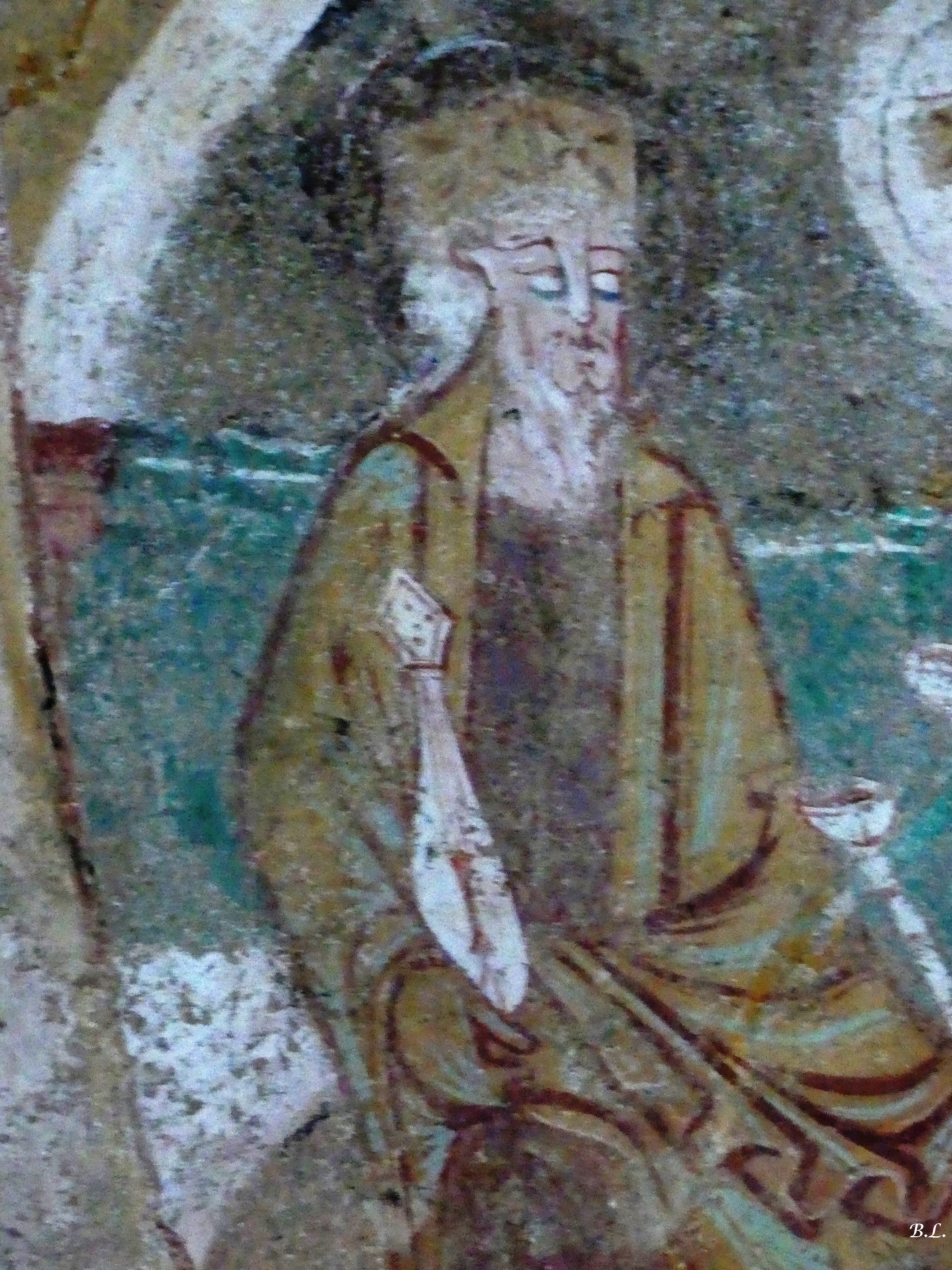
Vieillards de l'apocalypse (XIIe siècle) .
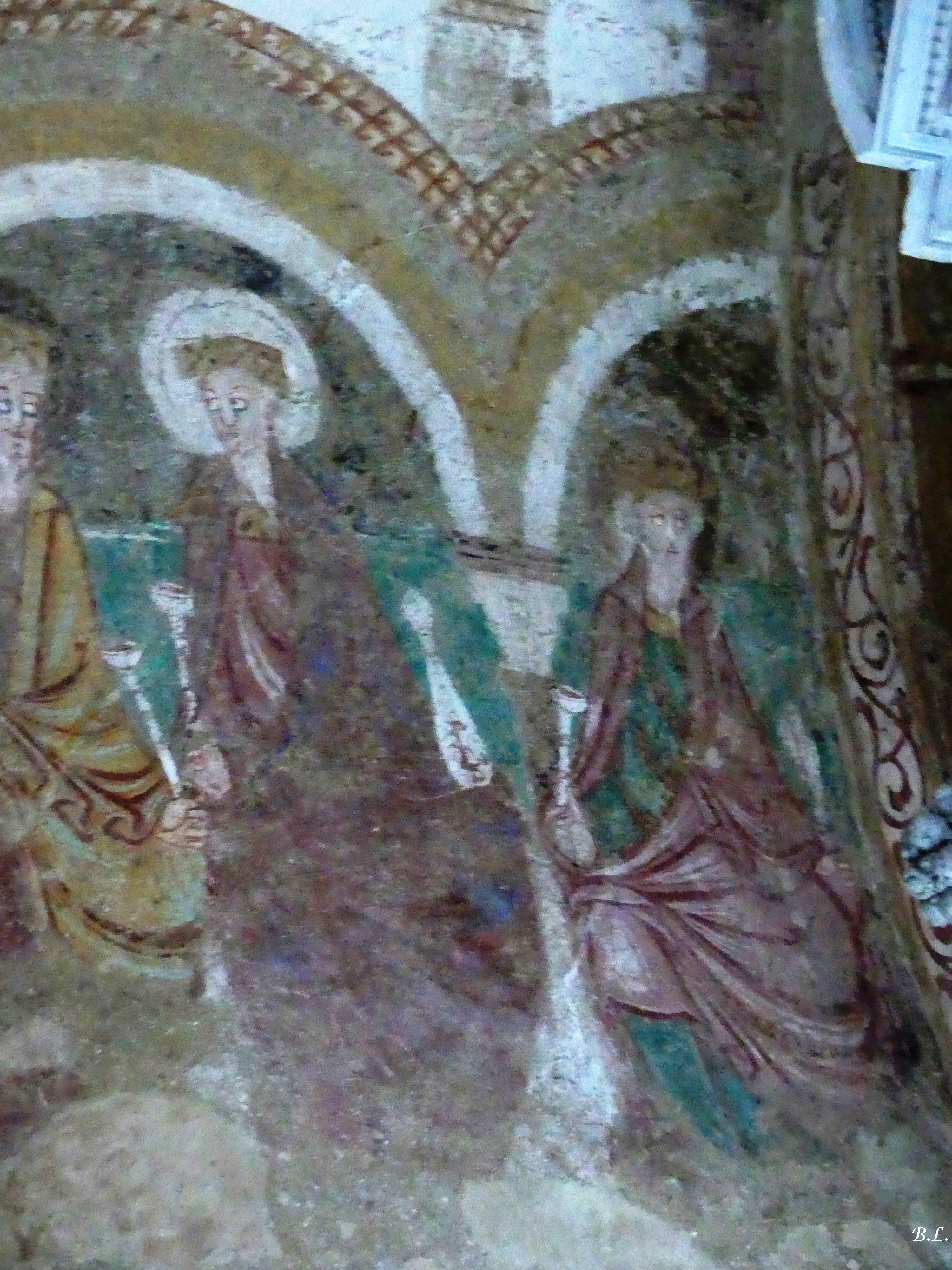
Vieillards de l'apocalypse (XIIe siècle) .
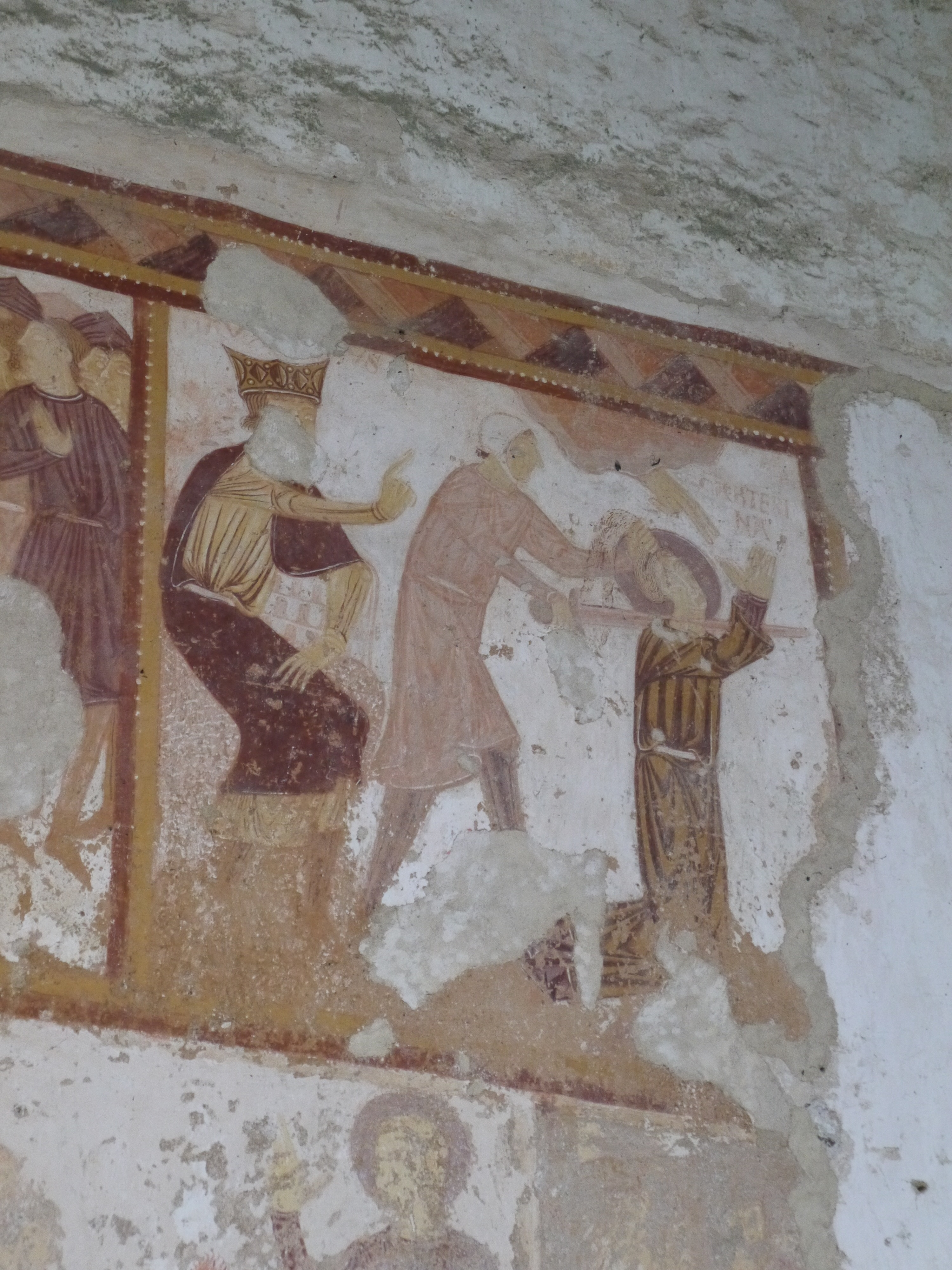
Martyre de sainte Catherine (XIIe siècle) .

Saint Christophe
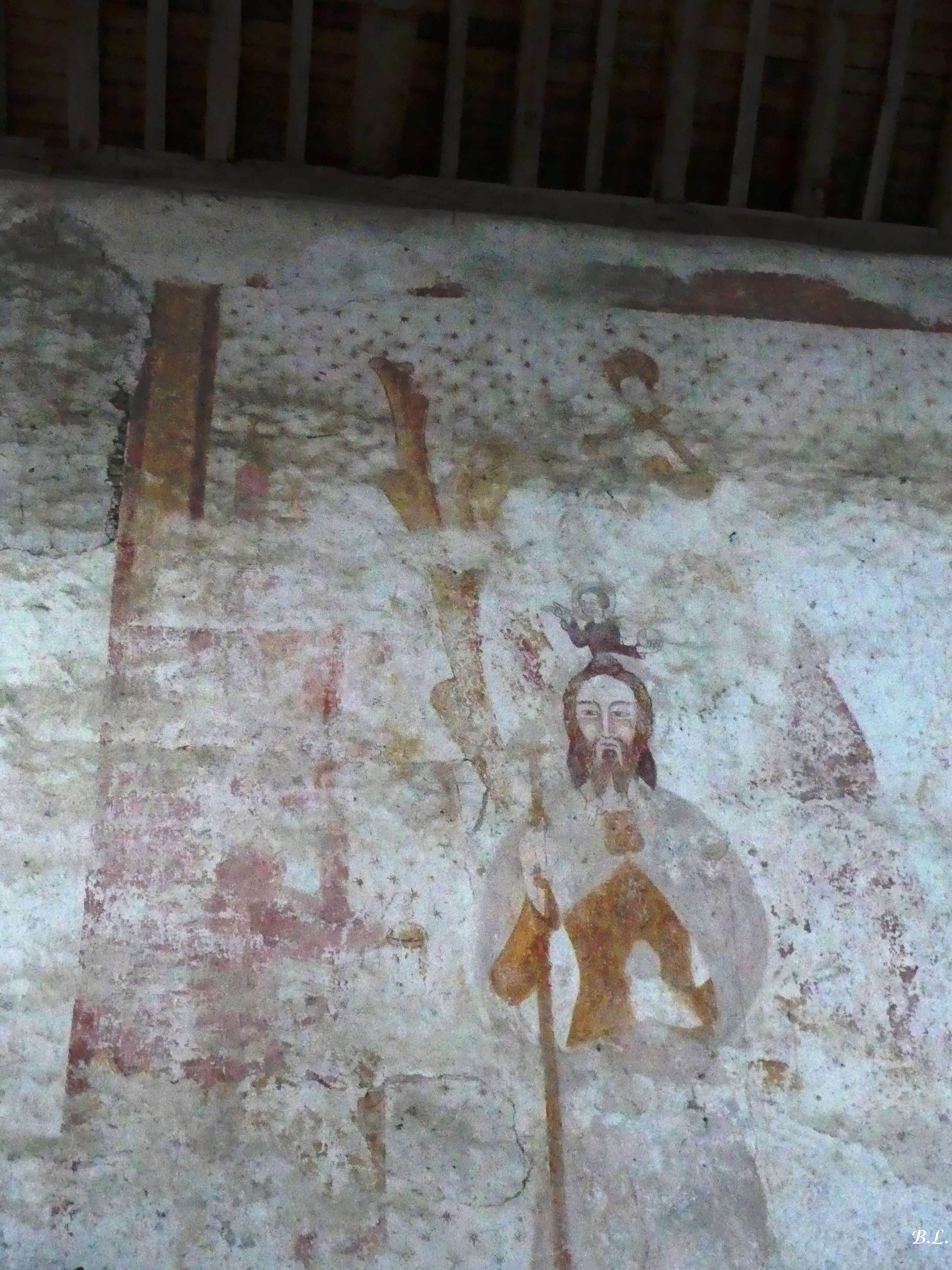
Saint Christophe (XVe siècle et XVIe siècle) .
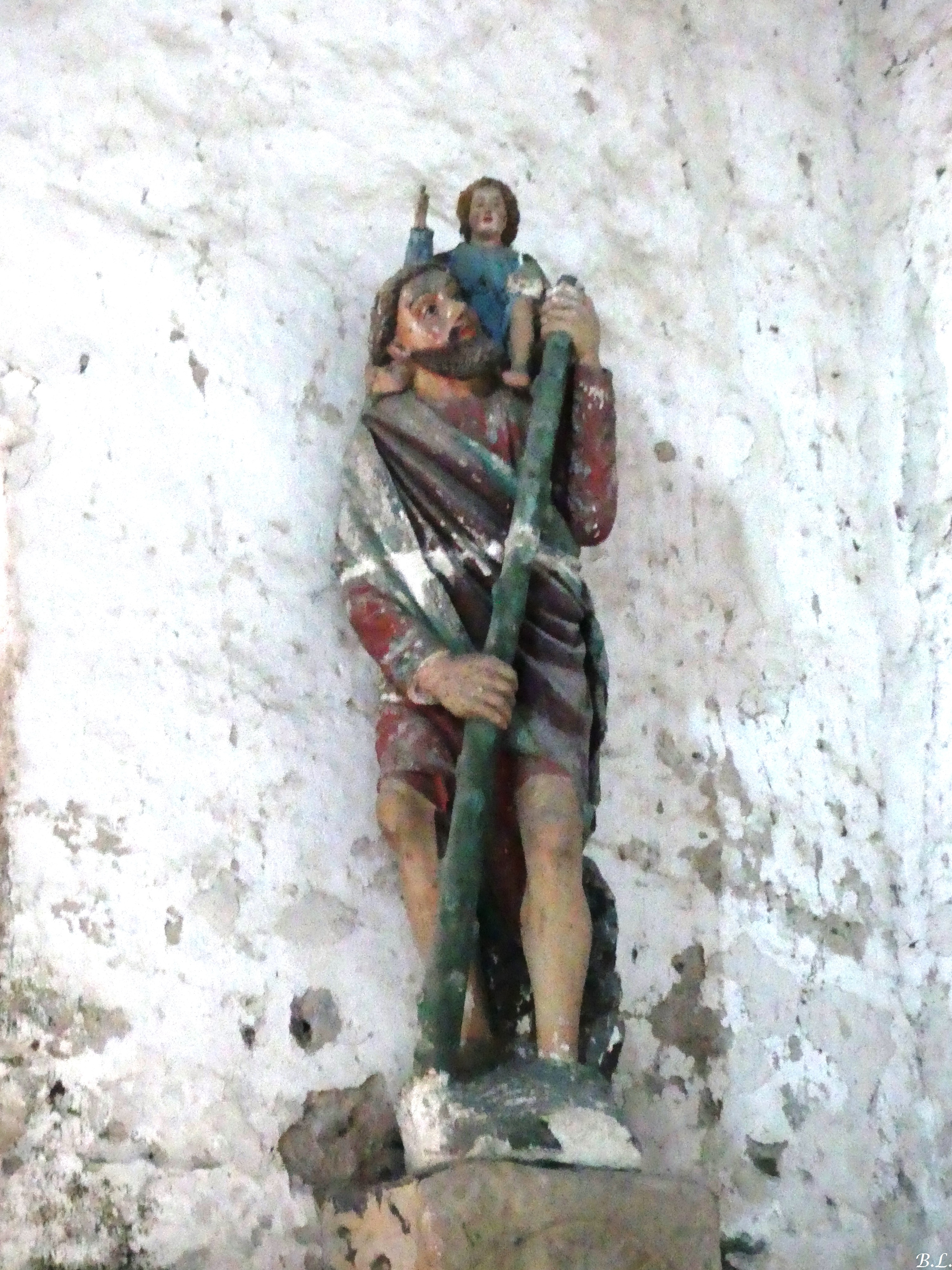
Statue de saint Christophe .

### Mobilier
Sur le mur sud de la nef les deux enfeus jumelés d'André Merienne et de sa femme comportent encore les gisants sculptés ; la nef est séparée en deux par une clôture en bois évoquant un jubé portant la date de 1776 et la signature de "J Gentil", il était surmonté d'un autre jubé plus ancien portant un crucifix et deux statues, il en reste des éléments démontés dans la nef.
Le fond du chœur est occupé par un retable de 1677, Jules-Marie Richard et Jacques Salbert attribuent au Lavalois Michel I Lemesle ce retable du maître-autel, avec de grandes probabilités, car les statues de saint Pierre et de saint Paul sont signées de lui. 
Un groupe de sculptures en terre cuite correspond à une station d'un chemin de croix monumental, on peut reconnaitre sainte Véronique essuyant le visage du Christ ; ces sculptures auraient été préservées à la Révolution . Il semblerait que la statue à l'extrémité du groupe, Marie Madeleine et ses parfums, ne soit pas de même facture et ne fasse pas partie de cette station.
Figurent également deux statues, un saint Christophe déjà évoqué et une statue de saint Roch.

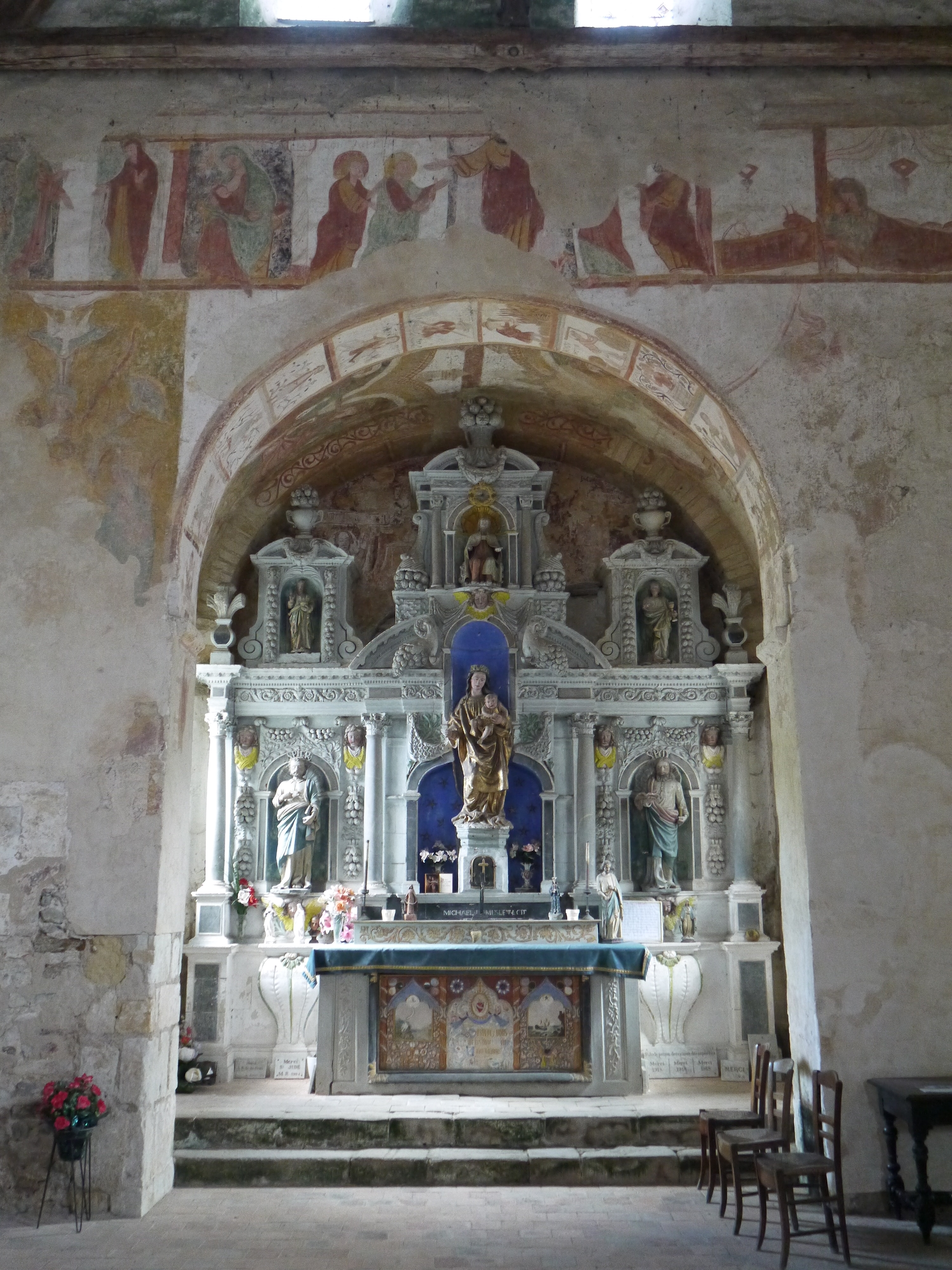
Retable du maître-autel 1677.
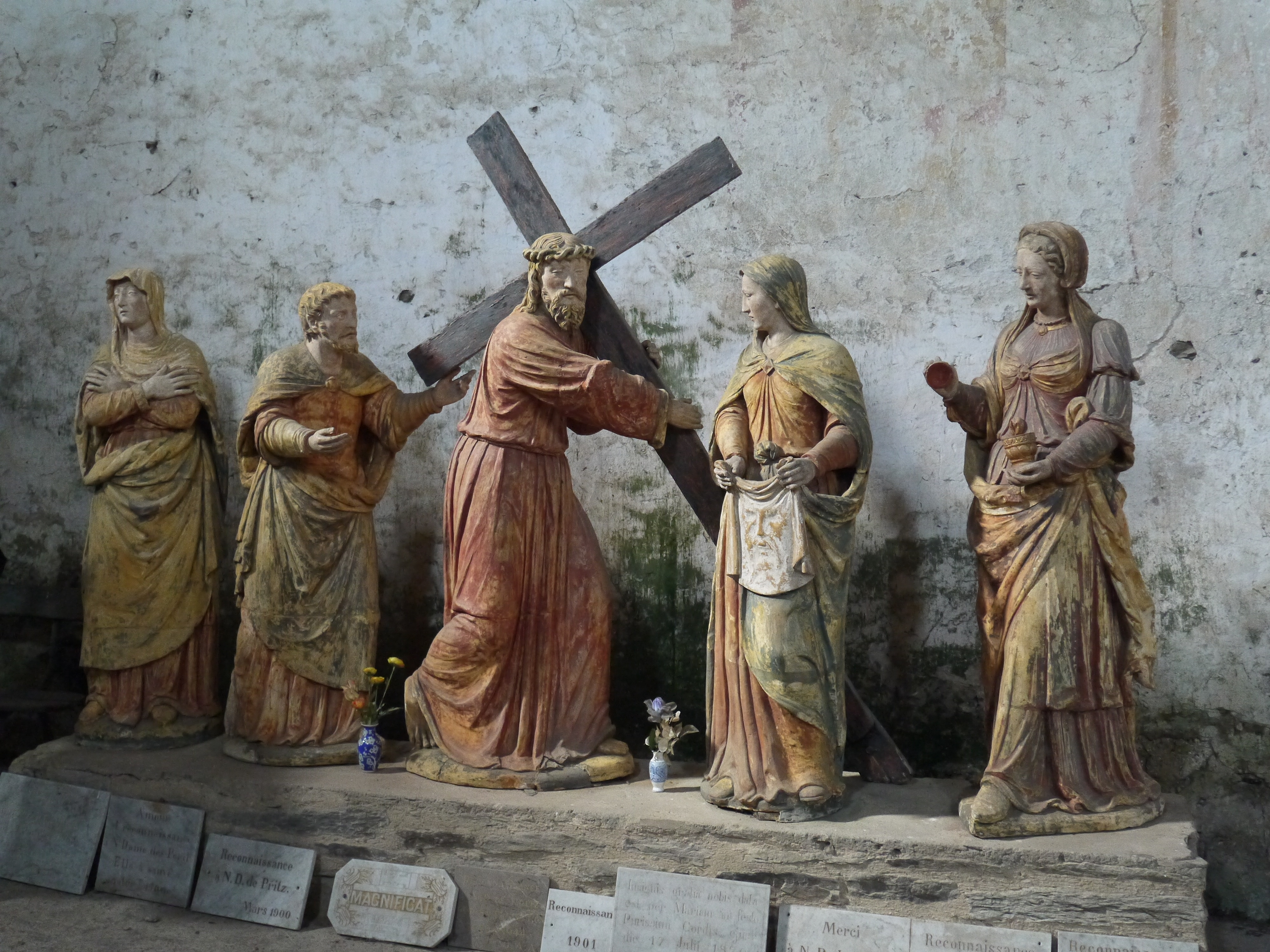
Chemin de croix, terre cuite.
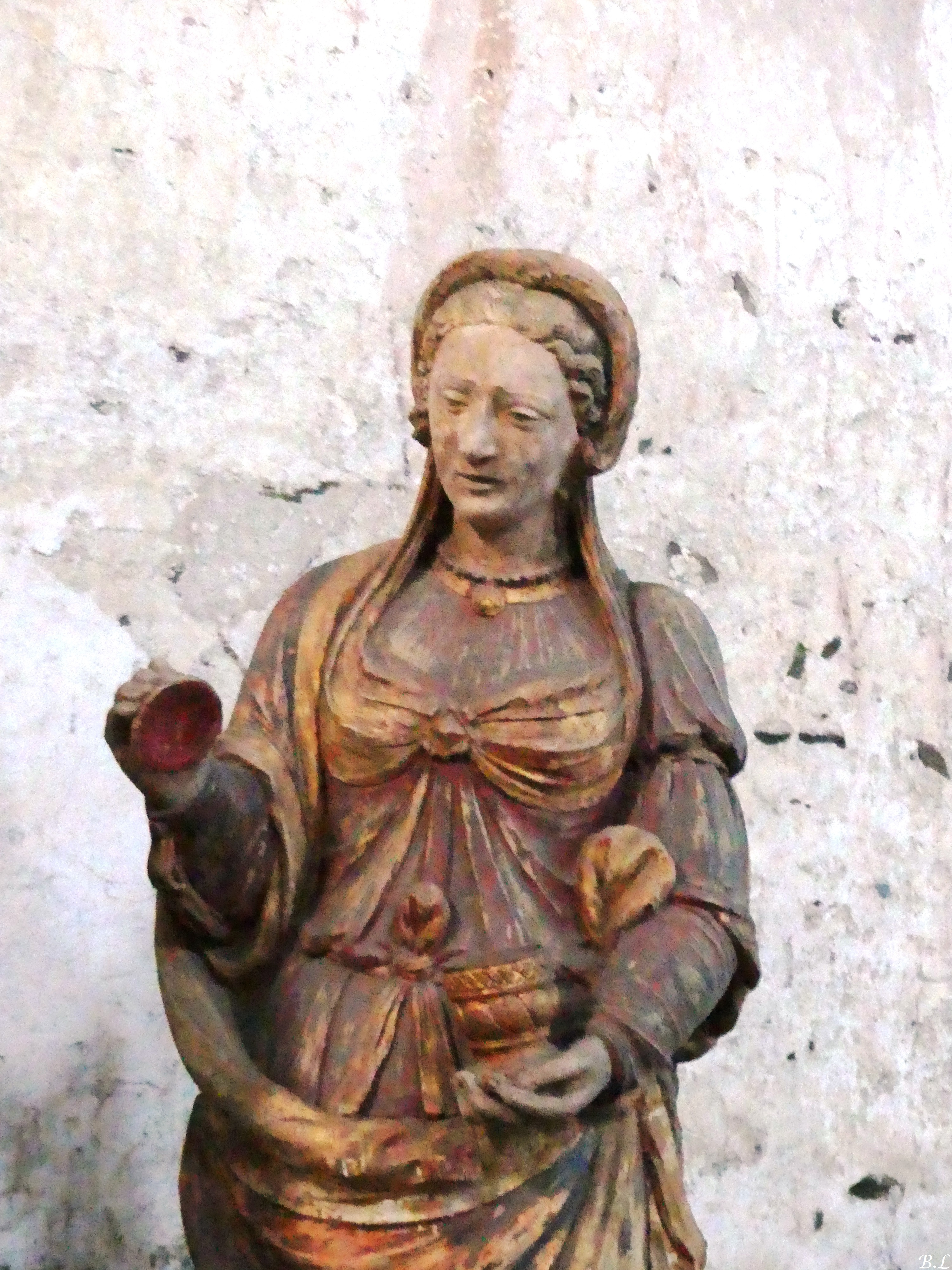
Marie Madeleine et ses parfums.

### Entrée

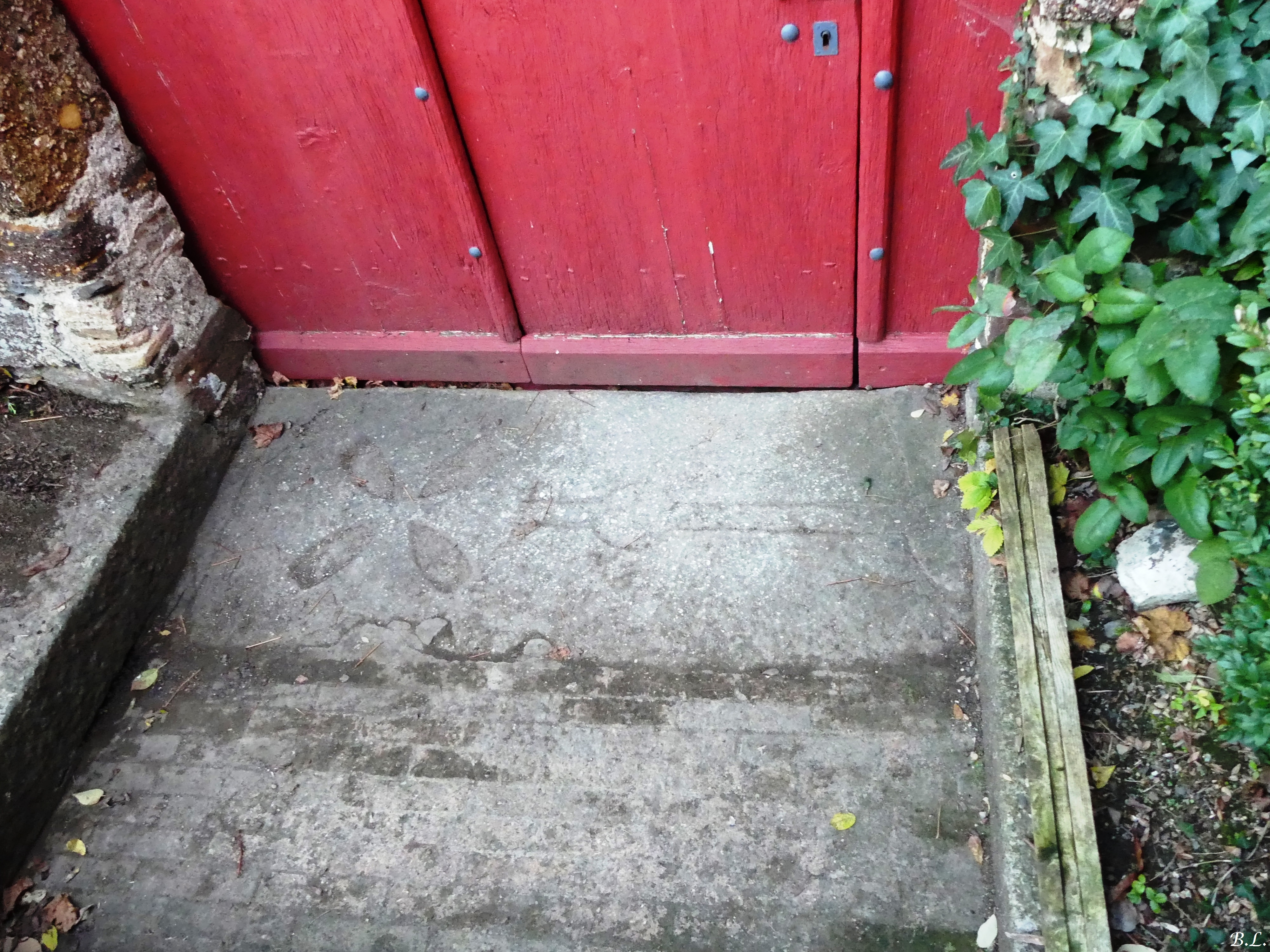
Dalle funéraire de seuil

Une inscription sur la porte en bois de l'entrée la date de 1662; les marches descendant dans la nef comme la dalle du seuil sont des dalles funéraires mérovingiennes provenant du cimetière entourant la chapelle et sur lequel la nef a été prolongée au XIe siècle.

## Note set références